# Castello di San Giusto

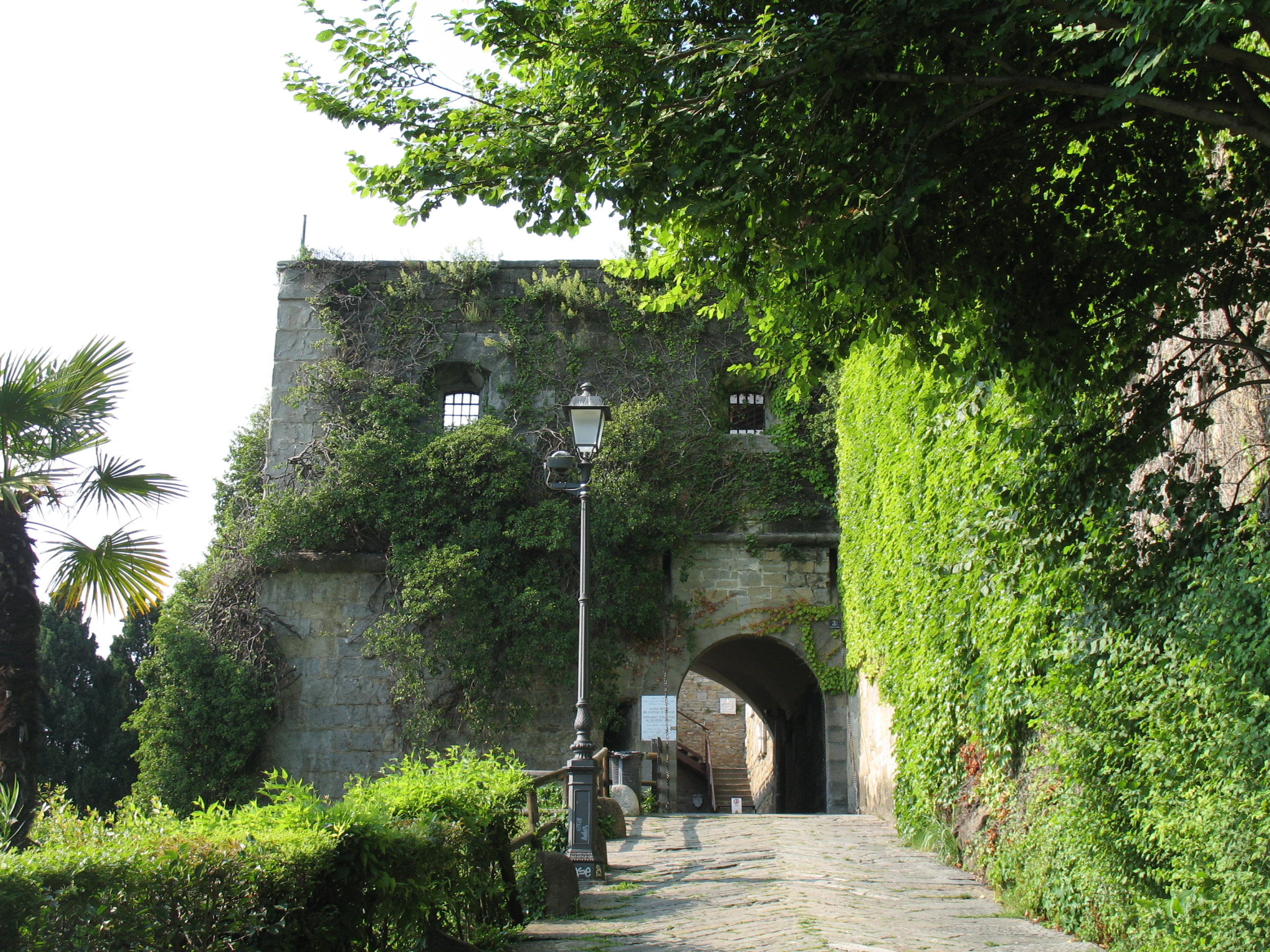
Eingang zum Castello di San Giusto

Castello di San Giusto (deutsch Kastell von San Giusto) ist die mittelalterliche Burg und Festung in der norditalienischen Stadt Triest. Neben der Kathedrale von San Giusto stellt es eines der Wahrzeichen von Triest dar. Mit ihrer fast 200-jährigen Bauzeit (1471 bis 1630) ist die Burg ein Zeugnis für den Wandel und die Entwicklung der Bautechnik bei Gebäuden mit militärischer Funktion.

## Lage
Das Castello di San Giusto befindet sich auf dem gleichnamigen Stadthügel, dem antiken Zentrum von Triest.

## Bezeichnung
Die Burg ist nach dem Heiligen Justus, dem Schutzpatron der Stadt, benannt.

## Funktion

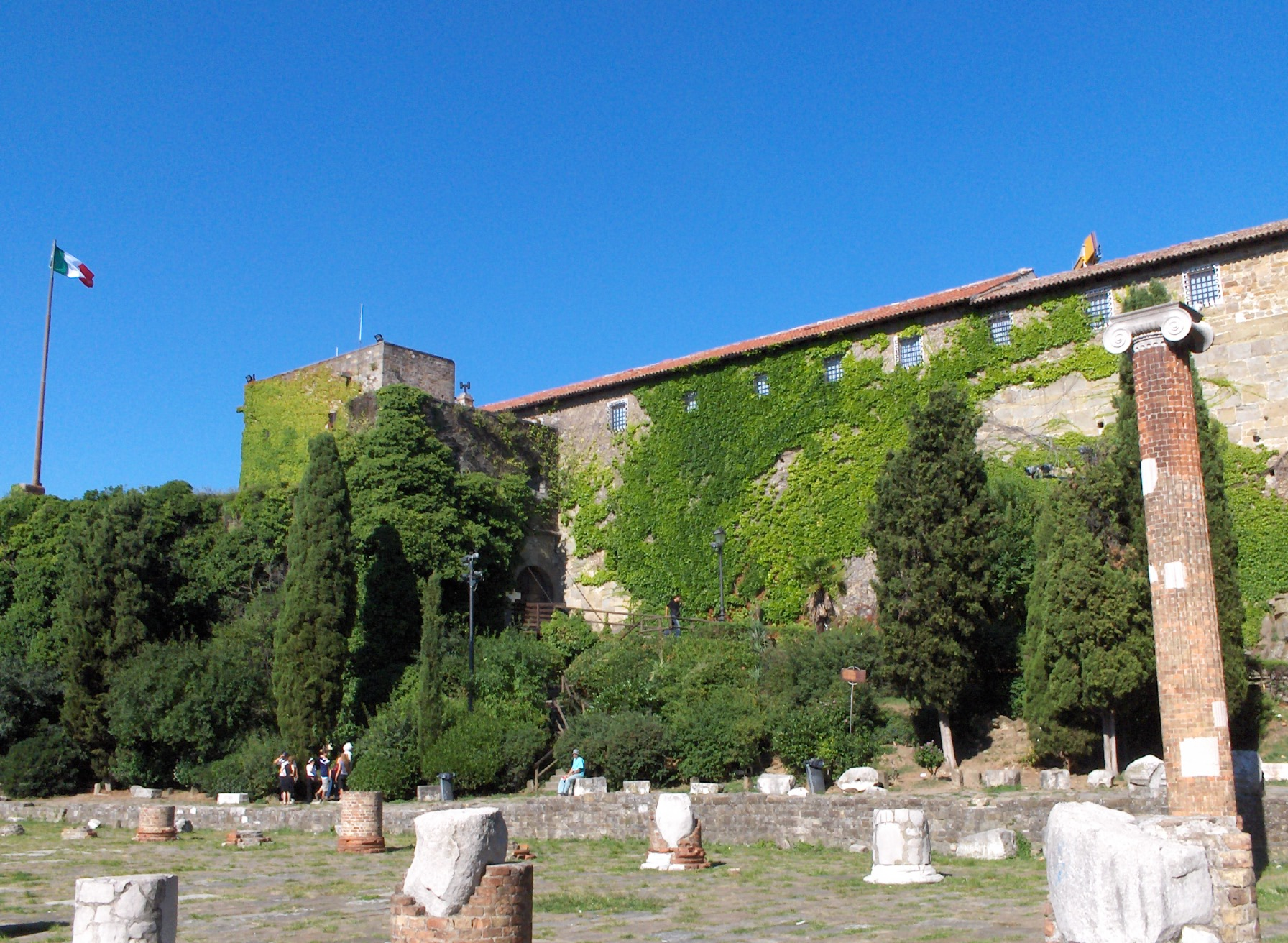
Castello di San Giusto

In der Festung residierte seit der Erbauung 1471 bis zum Ende des 18. Jahrhunderts der Hauptmann bzw. Statthalter (Capitano), der vom Kaiser ernannt wurde und die Kontrolle über die Stadt Triest hielt. Später wurde das Kastell als Kaserne genutzt. Trotz des mächtigen Aussehens war die Festung militärisch immer von geringer Bedeutung und nur zweimal in wirkliche Kriegsaktionen verwickelt: 1813 verschanzten sich französische Truppen in der Festung und leisteten Widerstand gegen die österreichische Wehrmacht, die die Stadt später befreite. Im April und Mai 1945 verbarrikadierten sich im Inneren der Burg deutsche Soldaten, die schließlich von alliierten Truppen besiegt wurden.
Seit den 1930er Jahren ist die Burg im Besitz der Gemeinde Triest. Heute dient das Castello di San Giusto als Schloss- und Waffenmuseum (Museo del Castello di San Giusto e l'Armeria) und wird als Ort für Ausstellung, Theateraufführungen, Konzerte und andere kulturelle Ereignisse genutzt. Im April 2001 wurde in der Bastion Lalio das Lapidario Tergestino eröffnet, das eine Sammlung von antiken römischen Skulpturen, Inschriften, Reliefs und anderen Architekturfragmenten aus Triest und seiner Umgebung umfasst.

## Geschichte

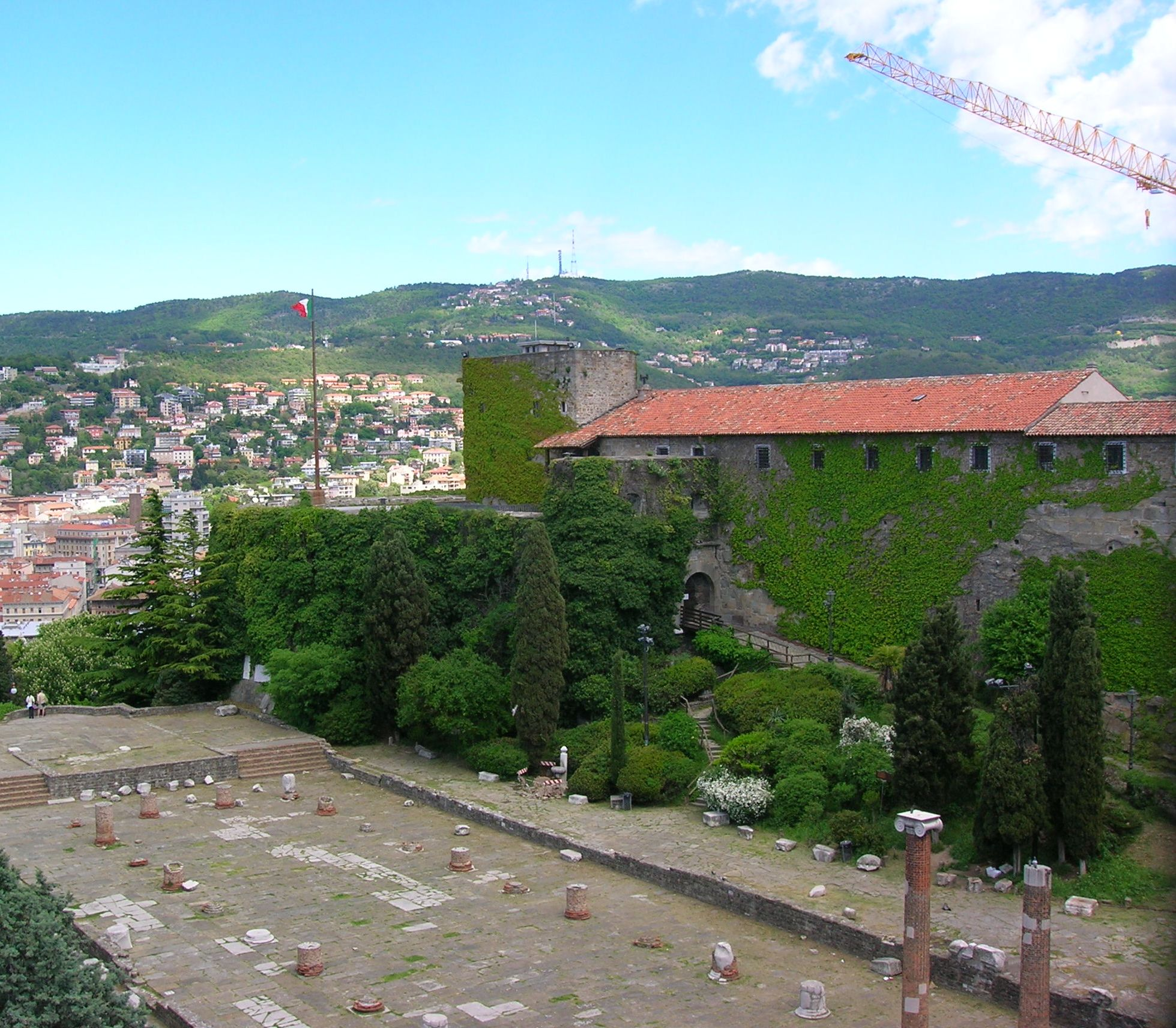
Castello di San Giusto mit den Resten einer antiken Basilika

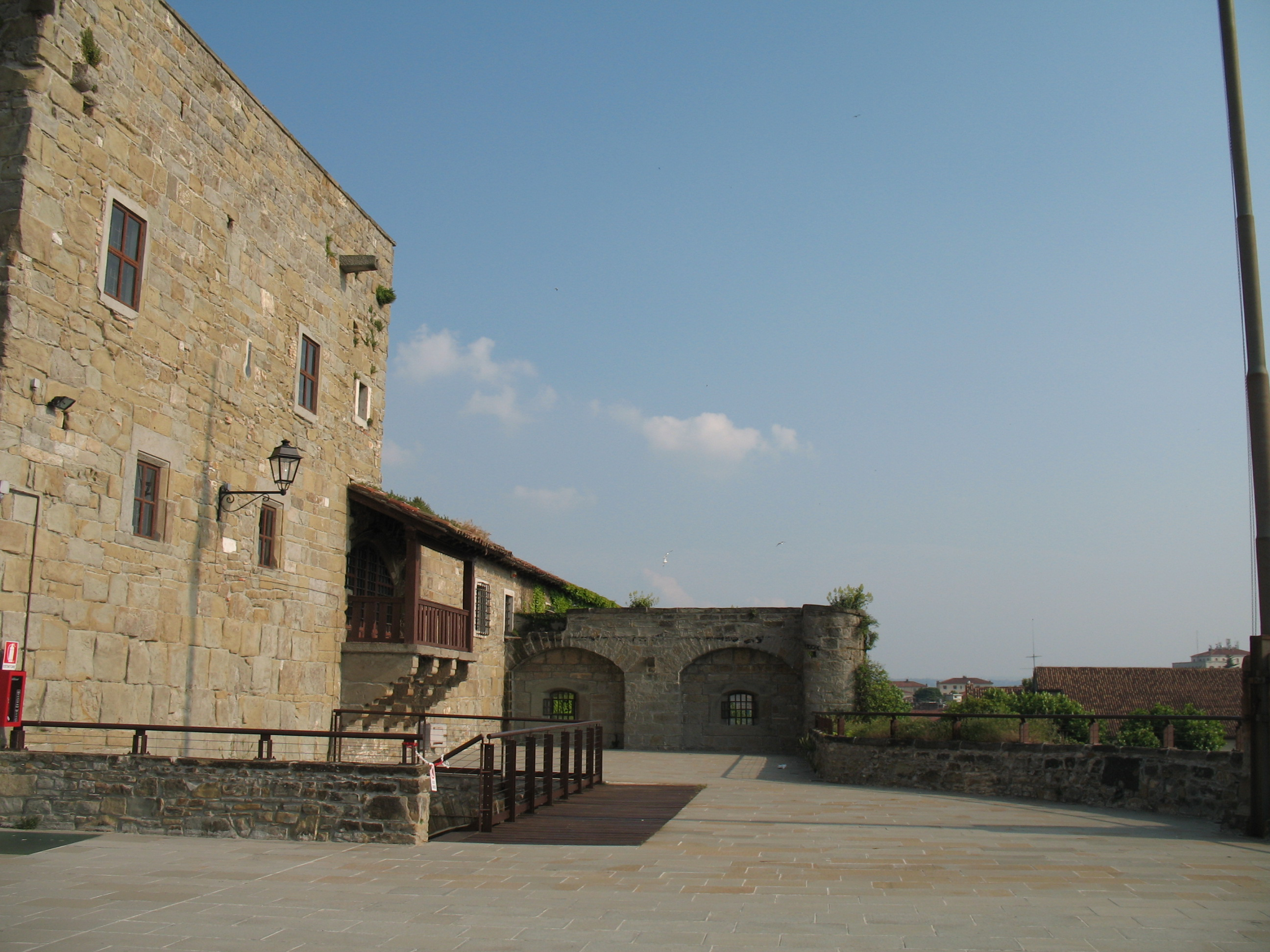
Casa del Capitano auf der Bastione Rotonda

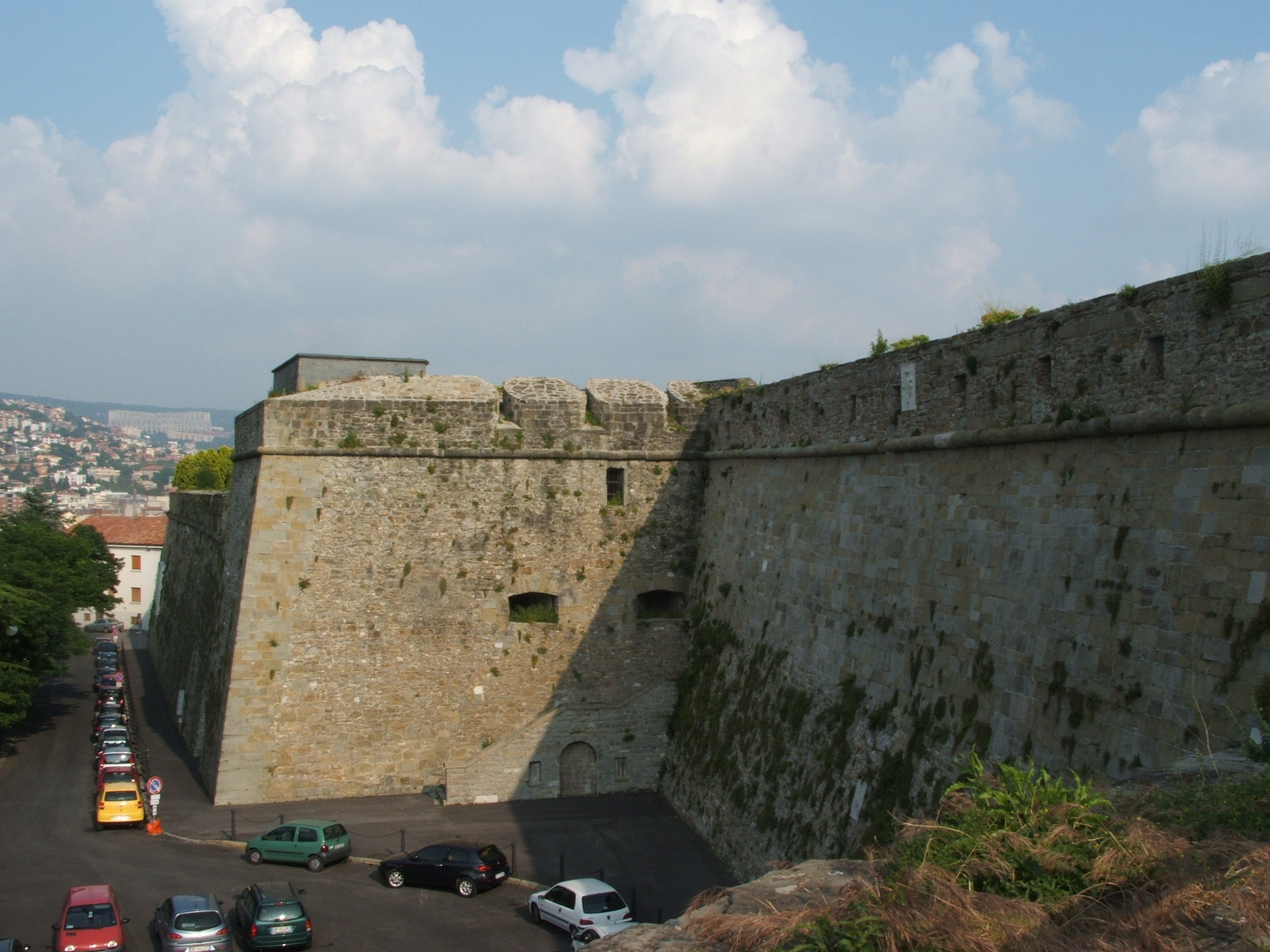
Bastione Pomis

Es wird vermutet, dass sich an der Stelle des heutigen Castello di San Giusto bereits um 2000 v. Chr. ein vorgeschichtliches Castelliere befunden hat.
Zur Römerzeit befand sich auf dem Hügel ein administratives und religiöses Zentrum, wie die Reste von Säulen einer römischen Basilika aus dem 2. Jahrhundert beweisen.
Während der kurzen Besetzung Triests durch die Republik Venedig 1368 ließ die Seemacht Befestigungsmauern an der Stelle des heutigen Kastells erbauen, die Teil eines komplizierten, vom Meer ausgehenden Verteidigungssystems darstellten. Die Festung wurde allerdings wenig später zerstört. Mit dem Bau des heutigen Castello di San Giusto wurde wenig später begonnen. Die Bauzeit erstreckte sich über einen Zeitraum von 200 Jahren und erfolgte in vier Bauphasen:
- 1. Bauphase: 1468 ordnete Kaiser Friedrich III. als Beweis für seinen Willen, die Stadt Triest in Zukunft zu beherrschen, den Bau eines Kastells auf den Ruinen der zerstörten venezianischen Burg an. Die Originalelemente der ersten Bauphase sind die Vorhalle mit den angrenzenden Wachstuben und die Kapelle San Giorgio, an deren Eingang das österreichische Herrscherwappen, das Erbauungsdatum 1471 sowie der Wahlspruch A.E.I.O.U. angebracht sind.

- 2. Bauphase: Triest kam 1508 erneut für eine kurze Zeit unter die Herrschaft der Venezianer. Venedig plante eine dreieckige Festungsanlage zu konstruieren, in die die bereits existierenden Gebäude integriert werden sollten. Die drei Scheitelpunkte der Festung sollten durch runde Bastionen abgeschlossen werden. Allerdings hielt die Seemacht nur für kurze Zeit die Herrschaft über die Stadt und konnte somit lediglich mit dem Bau der Rundbastion Bastione Veneto beginnen, die erst nach der Rückkehr der Österreicher 1509 vollendet wurde.

- 3. Bauphase: Zwischen 1553 und 1561 wurde auf Wunsch des Stadthauptmannes Giovanni de Hoyos ein weiterer Verteidigungspunkt gebaut, der seinen Namen trägt oder auch nach dem kaiserlichen Oberbaumeister der Innerösterreichischen Landen Domenico dell’Allio (1515–1563) Bastione Lalio genannt wird. Entgegen den ursprünglichen Plänen der Venezianer, runde Verteidigungspunkte zu bauen, ließ Domenico dell'Allio, der unter anderem auch die Zisterne auf dem Grazer Schloßberg konzipiert hatte, eine eckige Bastion bauen. Grund dafür war die Einführung des Schießpulvers, was Veränderungen bei Festungsbauten erforderlich machte.

- 4. Bauphase: In der vierten und abschließenden Bauphase zwischen 1615 und 1630 vollendete der Architekt und innerösterreichische Hofmaler Giovanni Pietro de Pomis (1569–1633) mit dem letzten Verteidigungspunkt Bastione Pomis oder Bastione Fiorito die Festungsanlage.